# Close to Metal
Close To Metal (скорочено — CTM, оригінальне позначення — Close-to-the-Metal) — назва бета-версії низькорівневого інтерфейсу прикладного програмування (API), розробленого ATI (зараз AMD), що застосовується в GPGPU-обчисленнях. CTM проіснував недовго і вже першу версію продукту GPGPU від AMD назвали Stream SDK, а точніше поточний пакет AMD APP SDK для 32-х та 64-розрядних Windows і Linux. APP розшифровується як «Accelerated Parallel Processing» і також націлена на системи гетерогенної архітектури.

## Огляд
Close To Metal, спочатку називаний THIN (Thin Hardware Interface) і Data Parallel Virtual Machine, надав розробникам прямий доступ до рідного набору інструкцій і пам'яті масивно паралельних обчислювальних елементів сучасних відеокарт AMD, включаючи пряме керування потоковими процесорами/АЛП та контролерами пам'яті. R580 (ATI X1900) і пізніші покоління мікроархітектури GPU AMD підтримували інтерфейс CTM.
Комерційний наступник CTM, AND Stream SDK, випущено під ліцензією AMD EULA у грудні 2007 року після переписання програмного стеку. Stream SDK надає інструменти високого рівня на додаток до низькорівневих інструментів для загального доступу до графічного обладнання AMD.
Використання графічних процесорів для виконання обчислень має великий потенціал для деяких додатків через фундаментальні відмінності мікроархітектур графічних процесорів у порівнянні з процесорами. Графічні процесори досягають набагато більшої пропускної здатності (операцій на секунду) шляхом паралельного виконання багатьох програм і обмеження контролю потоку. Сучасні графічні процесори також мають адресну пам’ять на кристалі та надзвичайно високопродуктивну багатоканальну зовнішню пам’ять.
Згодом AMD перейшла з CTM на OpenCL.

## Open Source
Деякі компоненти CTM і Stream SDK, зокрема C-подібна мова Brook+ і компілятор, надаються з відкритим кодом.